# Radomyśl (powiat szczecinecki)
Radomyśl (niem. Klingbeck) – wieś w Polsce położona w województwie zachodniopomorskim, w powiecie szczecineckim, w gminie Grzmiąca.
Zobacz też: Radomyśl, Radomyśl Wielki, Radomyśl nad Sanem